# Instituto Valenciano de Investigaciones Agrarias
El Instituto Valenciano de Investigaciones Agrarias (IVIA), es un Organismo Autónomo de la Generalidad Valenciana, adscrito a la Consejería de Agricultura, Pesca y Alimentación. Este instituto se encarga de promover y realizar proyectos, convenios o contratos de investigación en el sector agroalimentario.

## Historia
El Instituto Valenciano de Investigaciones Agrarias (IVIA) es una entidad autónoma de la Generalidad Valenciana, con personalidad jurídica propia, creada por la Ley 4/1991 de la Generalidad Valenciana de 13 de marzo.
La promulgación de esta ley otorgó al IVIA su actual estatus jurídico, pero no supuso su  nacimiento como organismo investigador, pues hubo anteriormente una transferencia del Centro Regional de Investigación y Desarrollo Agrario de Levante (CRIDA-07) a la Generalidad  Valenciana en 1984. Este Centro, era heredero a su vez, de otras instituciones anteriores.

## Funciones del IVIA
- Promover y realizar programas de investigación, relacionados con el sector agroalimentario valenciano.
- Transferir los resultados científicos obtenidos y mantener relaciones con el sector agroalimentario para conocer sus necesidades de I+D+I.
- Fomentar las relaciones con otras instituciones de la comunidad científica, tanto nacionales como extranjeras.
- Promover la organización de congresos o reuniones científicas relacionados con el sector agroalimentario, en temas de interés para la Comunidad Valenciana.
- Asesorar en materia de investigación y desarrollo agroalimentario, a todos los integrantes del sector agroalimentario que lo soliciten.
- Contribuir a la formación de personal investigador en el ámbito de sus fines científicos.
- Cualesquiera otras funciones que expresamente se le asignen o deriven de los fines de carácter general a su cargo.[2]

## Centros de investigación
- Centro de Agroingeniería
- Centro de Citricultura y Producción Vegetal
- Centro de Desarrollo de Agricultura Sostenible
- Centro de Genómica
- Centro de Protección Vegetal y Biotecnología
- Centro de Tecnología Animal
- Centro de Tecnología Post-recolección
- Servicio de Tecnología del Riego

## Bancos de germoplasma
- Banco de germoplasma de cítricos
- Banco de germoplasma de caqui
- Banco de germoplasma de níspero